# فيليب بي. وينستون
فيليب بي. وينستون (بالإنجليزية: Phillip B. Winston)‏ هو شخصية أعمال وسياسي أمريكي، ولد في 12 أغسطس 1845 في الولايات المتحدة، وتوفي في 1 يوليو 1901 في نفس البلد. حزبياً، نشط في الحزب الديمقراطي. وقد انتخب عضو مجلس نواب مينيسوتا وانتخب عمدة منيابولس (5 يناير 1891 – 2 يناير 1893).